# Gnaeus Baebius Tamphilus (Konsul 182 v. Chr.)
Gnaeus Baebius Tamphilus entstammte der römischen Plebejerfamilie der Baebier und war 182 v. Chr. Konsul.

## Leben
Gnaeus Baebius Tamphilus war ein Sohn des 219 v. Chr. zu Hannibal nach Sagunt geschickten römischen Gesandten Quintus Baebius Tamphilus. 204 v. Chr. übte er das Amt eines Volkstribuns aus und klagte die Zensoren Marcus Livius Salinator und Gaius Claudius Nero wegen deren einer Verhöhnung der Staatsordnung gleichkommenden Amtsführung an, musste die Strafverfolgung aber auf Beschluss des Senats einstellen. Dieser war zwar ebenfalls mit der Amtsführung der Zensoren unzufrieden, wollte aber deren Entscheidungen nicht einer Berufung an das Volk unterwerfen.
200 v. Chr. fungierte Baebius als plebejischer Ädil. 199 v. Chr. wurde er Prätor und erhielt das Kommando über die nahe Ariminum stehenden Legionen des vorjährigen Konsuls Gaius Aurelius Cotta. Er hatte Befehl, an der Spitze dieser Legionen auf die Ankunft des neuen Konsuls Lucius Cornelius Lentulus zu warten. Der ehrgeizige Baebius wollte aber selbst Ruhm erlangen, indem er entgegen seinem Auftrag mit dem von ihm übernommenen Heer einen Einfall in das Gebiet der Insubrer machte, von denen er jedoch mit dem großen Verlust von etwa 7000 Mann geschlagen wurde. Vom herbeieilenden Lentulus deswegen scharf attackiert, musste er nach Rom zurückkehren. 186 v. Chr. gehörte er zu den Tresviri, denen die Verstärkung der Kolonien Sipontum und Buxentum oblag.
Den Höhepunkt seines cursus honorum erreichte Baebius 182 v. Chr., als er das Konsulat erreichte und dabei Lucius Aemilius Paullus zum Amtskollegen erhielt. Beide Konsuln kämpften erfolgreich gegen die Ligurer. Nach dem Auslaufen seiner Amtszeit begab sich Baebius zur Leitung der Wahl der neuen Konsuln nach Rom. Zum letzten Mal wird er als in Pisa befindlicher Prokonsul 181 v. Chr. erwähnt, in welchem Jahr sein Bruder Marcus als Konsul amtierte.